# Thaurer Zunterkopf
Der Thaurer Zunterkopf (1918 m ü. A.) ist ein Berg im Karwendel am östlichen Ende der Nordkette, einen Kilometer westlich des Haller Zunterkopfs. Diese beiden Berge werden oft beide im Rahmen einer Bergtour bestiegen.
Westlich vom Thaurer Zunterkopf befindet sich die 2153 m ü. A. hohe Wildangerspitze und dazwischen eine Einsattelung, das Thaurer Törl (1773 m ü. A.), das einen Übergang vom Inntal in das Halltal bildet. Der mit 1874 m ü. A. tiefste Punkt im Kamm zwischen dem Thaurer und dem Haller Zunterkopf befindet sich etwa 300 Meter nordöstlich des Thaurer Zunterkopfs. 
700 Meter südwestlich des Gipfels befindet sich die Kaisersäule (1700 m ü. A.). Die Steinpyramide erinnert an den Besuch von Kaiser Franz I. im Jahr 1815.